# Заменгоф, Генрик Маркович
Генрик (Григорий) Маркович Заменгоф (также Георгий Маркусович Заменгоф, пол. Henryk Zamenhof, эсп. Henryk Zamenhof, 1871—1932) — польский врач и эсперантист, брат Л. Л. Заменгофа.

## Биография
Родился в Белостоке в семье преподавателя реального училища Мордхе Файвеловича Заменгофа, с 1874 вместе с семьёй жил в Варшаве. По образованию был врачом-дерматологом, в 1920-х −1930-х вёл курсы косметологов. Под влиянием старшего брата Л.Заменгофа изучил эсперанто, но активного участия в движении эсперантистов не принимал. Имел двоих сыновей: Стивена (1911—1998) и Мечислава.
Умер в Варшаве, похоронен на еврейском кладбище.